# Ngân Giang (nhạc sĩ)
Ngân Giang (tên khai sinh: Nguyễn Văn Vỹ, 1946 – 2009) là một nhạc sĩ nhạc vàng người Việt Nam, hoạt động nghệ thuật tại Việt Nam Cộng hòa trước năm 1975. Ông còn có bút danh khác là Thượng Ngàn và Nguyễn Vĩ (hay Nguyên Vỹ). Ông có nhiều bài hát được phổ biến rộng rãi như "Tình nào trong mắt em", "Người tình không đến", "Nối lại tình xưa", "Tôi vẫn nhớ", "Anh về kẻo mưa", "Đường tình đôi ngả",... Tuy nhiên, nhiều bài hát của ông thường xuyên bị ca sĩ hoặc hãng đĩa ghi sai tên bài hoặc tên tác giả, như "Tình nào trong mắt em" thì ghi thành "Đôi mắt người xưa", hoặc "Chờ đông" của ông thì bị ghi tác giả là Trần Thiện Thanh.

## Tiểu sử
Ngân Giang sinh năm 1946 tại tỉnh Quảng Yên (từ năm 1963 đã sáp nhập với tỉnh Hải Ninh thành tỉnh Quảng Ninh) thuộc Bắc Bộ Việt Nam, là một trong số bốn người con của một gia đình trung lưu Nho giáo. Ông bộc lộ tài năng âm nhạc từ thuở nhỏ. Năm 9 tuổi, ông đã đạt giải Nhất trong cuộc thi đàn mandoline do linh mục của các trường chủng viện tổ chức. Nhờ thành tích này, ông đã được các linh mục dòng Chúa Cứu Thế nhận làm đệ tử ruột dạy về các bộ môn âm nhạc, thanh nhạc, kịch,...
Ông bắt đầu sáng tác từ năm 14 tuổi. Các thể loại nhạc ông sáng tác thời điểm này là hùng ca và các bài hát tập thể cho các trường và các đoàn du ca hướng đạo.
Năm 1967 trong thời khói lửa, ông gia nhập Quân lực Việt Nam Cộng hòa và đầu quân vào Cục Tâm lý chiến. Thời gian này ông chuyển hướng sang loại nhạc tình cảm, quê hương và nhạc lính.
Ngoài thời gian học âm nhạc tại các trường chủng viện, nhạc sĩ Ngân Giang còn học thêm guitar với các nhạc sĩ đàn anh như Phạm Khánh, Hoàng Bửu, Lâm Tuyền, Trần Trịnh, v.v...
Sau năm 1975, ông vẫn ở lại Việt Nam và sống tại xóm đạo Thủ Đức, cho đến năm 1989 thì ông qua Hoa Kỳ định cư.
Ông mất ngày 28 tháng 04 năm 2009 tại thành phố Rogers, tiểu bang Arkansas, Hoa Kỳ.
Nơi nhạc sĩ Ngân Giang ở tại Hoa Kỳ là tiểu bang Arkansas thực ra có rất hiếm người gốc Việt lựa chọn định cư. Ông là người sống kín tiếng. Nhạc của Ngân Giang thường xuyên bị vi phạm tác quyền.

### Gia đình
Ông kết hôn năm 1968 với bà Trần Thơ Anna (nhũ danh) và có tất cả năm người con gồm bốn con trai Jason Nguyen Thuong Ngan, Donbosco Nguyen Trung Danh, Ket Nguyen Huu Trong, Dai Anton Nguyen và một con gái Nguyen Lan Chi.

## Sáng tác bị nhầm lẫn

### "Tình nào trong mắt em"
Bài "Tình nào trong mắt em" của Ngân Giang bị rất nhiều văn hóa phẩm gọi sai là "Đôi mắt người xưa", có những từ mở đầu là "Chuyện tình của tôi tan vỡ từ lâu rồi...". Việc sai sót này đã có từ lâu, ít nhất từ khi cuốn băng cassette Đôi mắt người xưa của Giao Linh và Tuấn Vũ hết sức ăn khách tại Hoa Kỳ hồi cuối thập niên 1980, đầu thập niên 1990 dùng nhan đề là "Đôi mắt người xưa" cho bài "Tình nào trong mắt em" này ở track số 5 (trên bản CD của Trung tâm Giáng Ngọc) nhưng không ghi kèm tên tác giả. 
- Trung tâm Người Đẹp Bình Dương ra CD số 84 tựa là Đôi mắt người xưa cho ca sĩ Mạnh Quỳnh, trong đó không ghi tác giả bài này.[11]
- Son Tuyen Enterprises ra CD Sơn Tuyền nhạc tuyển, trong đó ghi tác giả bài này là "Vũ Như Cẩn".[12]
- Năm 1996, Trung tâm Thúy Anh ra CD số 123 tựa là Đôi mắt người xưa tổng hợp các tiết mục của ca sĩ Thiên Trang, trong đó không ghi tác giả bài này.[13]
- Năm 1999, Trung tâm Làng Văn ra CD số 147 tựa là Đôi mắt người xưa tổng hợp các tiết mục của ca sĩ Chế Linh, trong đó không ghi tác giả bài này.[14]

Về sau này, có trung tâm bắt đầu gắn tên nhạc sĩ Trúc Phương với bài này vì ông có một sáng tác điệu Slow Rock nhan đề "Đôi mắt người xưa" vào năm 1961. Trung tâm Asia thậm chí làm ra ba album, gồm CD Những lời này cho em của ca sĩ Đan Nguyên vào năm 2008, CD Sầu lẻ bóng của ca sĩ Tâm Đoan và ghi tên tác giả là nhạc sĩ Trúc Phương, còn trong CD Đêm trao kỷ niệm của Đặng Thế Luân và Trúc My thì bài này còn được đưa vào một liên khúc nhạc Trúc Phương chung với bài "Hai lối mộng". Đến năm 2010, Trung tâm Thúy Nga ra CD số 461, cũng nhan đề Đôi mắt người xưa; tại track số 4 do ca sĩ Quang Lê ca, hãng này ghi đúng tên tác giả là Ngân Giang nhưng tựa bài vẫn dùng tựa không đúng là "Đôi mắt người xưa". Năm 2011, ca sĩ này khi từ Hoa Kỳ về Việt Nam thực hiện chuỗi chương trình biểu diễn xuyên Việt cũng gán tên "Đôi mắt người xưa" cho live show.
Cuối năm 2016, tại Việt Nam thậm chí còn có chương trình nhạc hội ở Nhà hát lớn Hà Nội với chủ đề Tình ca của Phương với mục đích giới thiệu các tác giả có bút danh hay tên thật là Phương như Lam Phương, Trúc Phương và Lê Uyên Phương, giới thiệu bài "Đôi mắt người xưa" của nhạc sĩ Trúc Phương nhưng không hát bài của ông mà thực tế hát bài "Tình nào trong mắt em" của Ngân Giang. Năm 2020, Đài Phát thanh - Truyền hình Vĩnh Long làm chương trình Tình Bolero với bài này, vẫn dùng tựa "Đôi mắt người xưa" nhưng chú tên tác giả là Ngân Giang.
Trước năm 1975, bản thu "Tình nào trong mắt em" được ghi nhận lần đầu trên băng Premier 3 của hãng Continental với giọng ca Chế Linh. Thực ra có hai bài tên là "Đôi mắt người xưa" nhưng đều không phải của Ngân Giang và không phải bài "Chuyện tình của tôi tan vỡ từ lâu rồi...", đó là:
1. "Đôi mắt người xưa" của nhạc sĩ Trúc Phương, điệu Slow, xuất bản năm 1961, mở đầu là "Nắng đã tắt mây trời dật dờ...".
2. "Đôi mắt người xưa" do nhạc sư Nghiêm Phú Phi viết nhạc, nhạc sĩ Y Vân viết lời, điệu Slow, xuất bản năm 1966, mở đầu là "Tình yêu là đắng cay và xót xa...". Bài này được dùng làm nhạc cho bộ phim cũng tựa là Đôi mắt người xưa chiếu năm 1964. Đây là xuất phẩm điện ảnh mất bốn năm để thực hiện được phóng tác từ tiểu thuyết Đôi mắt người xưa của tác giả Ngọc Linh nguyên thủy đăng trên nhật báo Lẽ Sống vào năm 1960. Ký giả kiêm nhà văn Ngọc Linh quê Cà Mau, sinh năm 1931, mất năm 2002 tại Việt Nam. Năm 1966, tại Đại hội điện ảnh châu Á lần thứ 13 tổ chức tại Seoul (Hàn Quốc), phim này có nghệ sĩ Xuân Dung giành giải Nữ diễn viên xuất sắc nhất.

### "Chờ đông"
Bài "Chờ đông" được Ngân Giang sáng tác năm 1968, bị nhầm là của tác giả Trần Thiện Thanh. Nguyên nhân được cho là do tiết tấu giống các sáng tác của nhạc sĩ Trần Thiện Thanh.

### "Nối lại tình xưa"
Trong cuộc phong vân thực hiện bởi Jimmy TV, vợ của nhạc sĩ Ngân Giang khẳng định ông viết một mình bài "Nối lại tình xưa" . Trên băng Chế Linh 4 trước năm 1975 có ghi tác giả là Ngân Giang - Thượng Ngàn.

### "Đường tình đôi ngả"
Bài "Đường tình đôi ngả" bị nhầm tác giả là nhạc sư Lê Văn Thiện.

### "Đêm buồn phố thị"
Bài "Đêm buồn phố thị" bị nhầm tác giả là Ngọc Sơn.

## Danh mục bài hát

### Sáng tác trước năm 1975
- Anh về kẻo mưa/Em về kẻo trời mưa (1974)
- Buồn vui đời người
- Bọn tôi về Sài Gòn giữa một đêm mưa
- Cho tôi
- Chờ đông (1968)
- Chuyện người đẹp đêm trăng (1973)
- Chuyện tình người lính tác chiến
- Cõi nhớ (Thượng Ngàn)
- Con đường hạnh phúc
- Duyên vợ tình chồng
- Dư âm mùa Giáng Sinh (1972)
- Đành rằng tình vỗ cánh bay
- Đêm buồn phố thị (Nguyên Vĩ, 1973)
- Đêm trên đỉnh sầu (1971)
- Đồng cảnh ngộ (1973)
- Đường tình đôi ngả (Nguyên Vỹ, 1972)
- Hát cho linh hồn anh (Thượng Ngàn, 1974)
- Hát cho mẹ già em thơ
- Lệ buồn thân phận (1975)
- Lời chinh nhân (1973)
- Mưa
- Mùa đông và lữ khách (1974)
- Mùa mưa quán lạ
- Người nuôi hy vọng
- Người về đêm mưa
- Người tình không đến (Thượng Ngàn, 1974)
- Ngàn năm tình vẫn đẹp
- Ngàn thu vĩnh biệt (Ngọc Lâm & Thượng Ngàn, 1972)
- Ngày ấy anh về
- Ngày về của kẻ bụi đời (1974)
- Ngày vui đôi mình
- Những con đường tình sử (Nguyễn Vĩ, 1973)[a]
- Những mùa trăng (1973)
- Những người vượt gian khổ (1975)
- Nối lại tình xưa (Ngân Giang & Thượng Ngàn, 1975)
- Nỗi lòng cô gánh gạo
- Nước mắt và kỷ niệm (1974)
- Sớm muộn tôi cũng về (1973)
- Suối nước mắt
- Tâm sự nàng Buram (Ngân Giang & Vinh Sử, 1974)
- Thế là hết (1973)
- Tình cô gánh hàng rong (1972)
- Tình đẹp như mơ
- Tình nào trong mắt em (1972)[b]
- Tôi vẫn nhớ (1974)
- Trăng đêm phố thị
- Tưởng anh quên (Ngân Giang & Thanh Khang, 1974)
- Vỗ tay mừng rạng đông (1974)
- Việt Nam mừng ngày mới
- Xin người đừng yêu tôi (1971)

### Sáng tác sau năm 1975
- Chúa ơi con vẫn lẻ loi
- Đêm trăng nguyện cầu
- Lữ khách bên giáo đường
- Mẹ vẫn làm phép lạ
- Mưa buồn tháng hạ
- Nàng cô đơn
- Người đã tới
- Ngày và đêm
- Nhớ người tha phương
- Nhớ quá quê hương ơi
- Những chuyến đi chân lý
- Phúc thật cho người
- Quỳ dưới chân Mẹ
- Tâm tình bên Chúa
- Thật hay mơ
- Theo dấu hải âu
- Tiếng hát lưu đày
- Tìm về
- Trả lại tôi tình đầu
- Tuyệt vọng em[c]
- Xin lỗi